# Cola semecarpophylla
Cola semecarpophylla é uma espécie de angiospérmica da família Sterculiaceae.
Pode ser encontrada nos seguintes países:  Camarões e Nigéria.
Está ameaçada por perda de habitat.